# NGC 4100
NGC 4100是一个位于大熊座的螺旋星系，1788年3月9日由威廉·赫歇爾发现，属于大熊座星系团中的NGC 3992星系群。

## 画廊

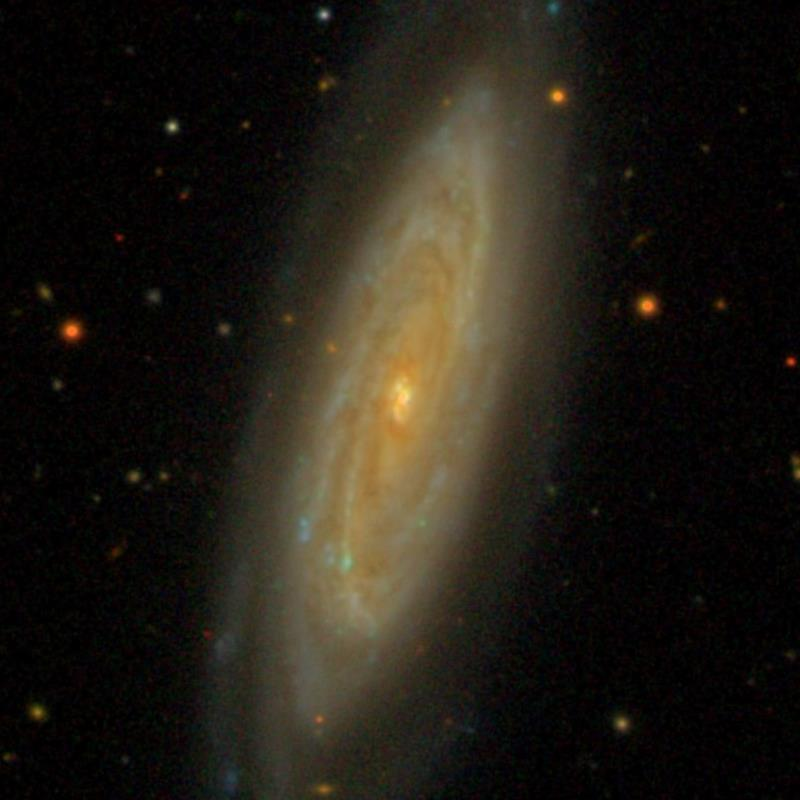
NGC 4100 (SDSS DR14)
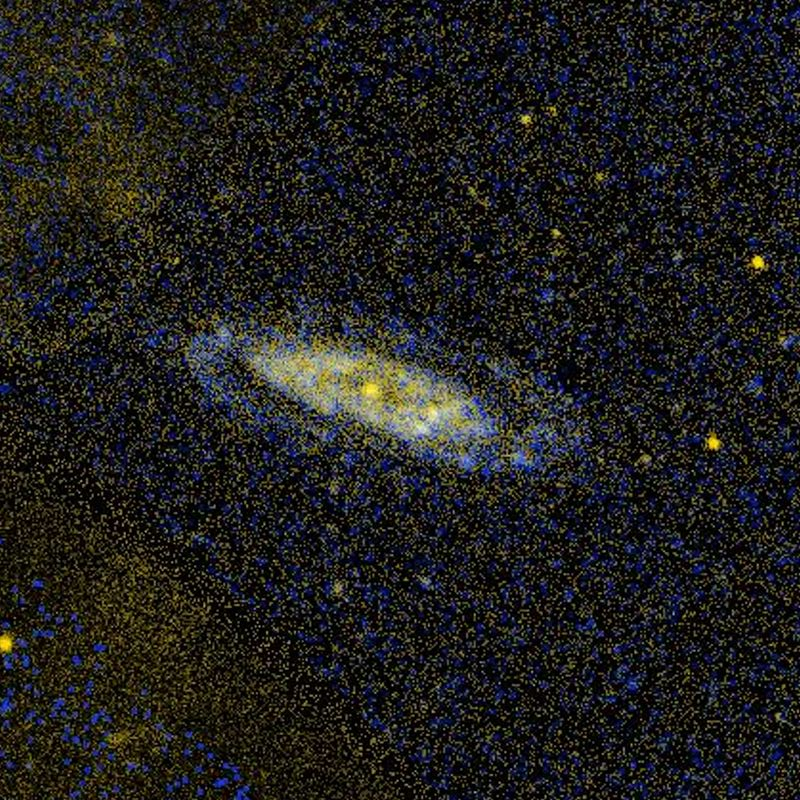
GALEX拍摄的NGC 4100
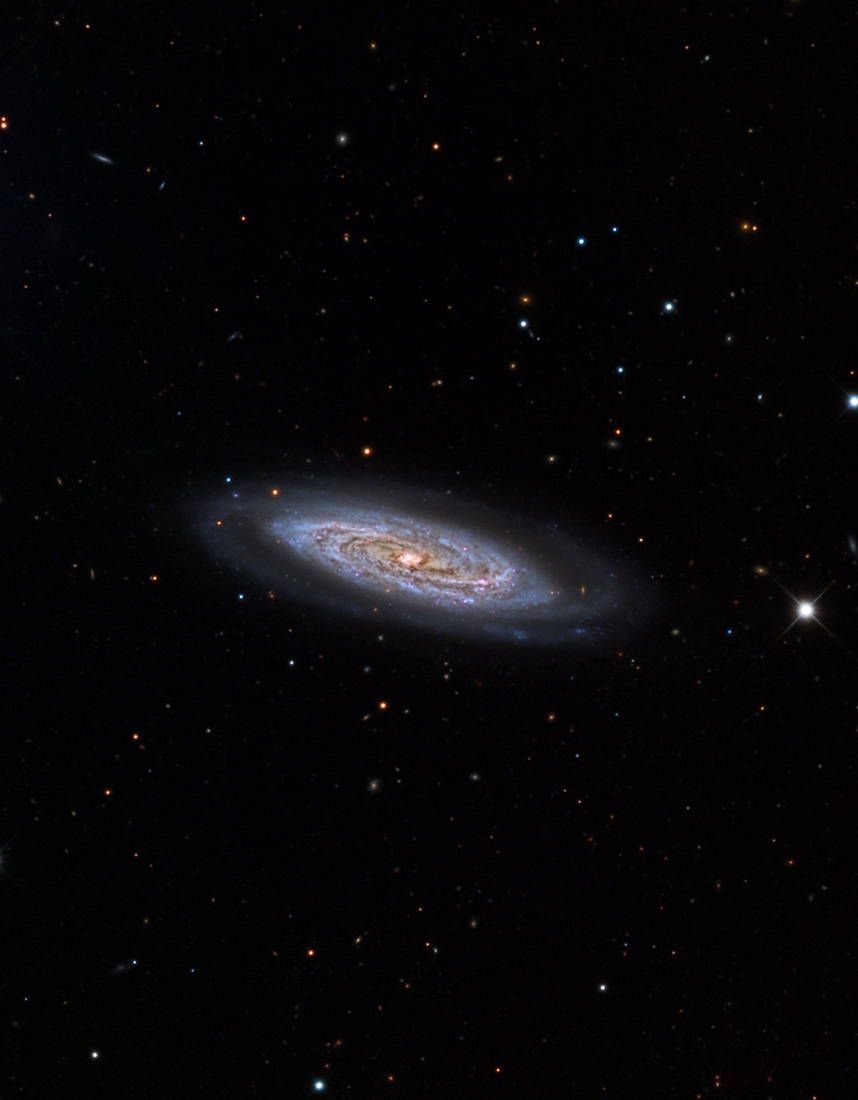
萊蒙山天文台拍摄的NGC 4100